# Chilenodes australis
Chilenodes là một chi nhện đơn loài Chilenodes australis trong họ Malkaridae.